# 汪宏
汪宏，南方科技大学教授，现任南方科技大学研究生院院长、党委研究生工作部部长，材料科学与工程系讲席教授。长期从事电子信息材料与器件的应用基础研究。汪宏是中国教育部长江学者特聘教授，国务院政府特殊津贴专家，国际电气与电子工程师协会会士，还担任中国硅酸盐学会理事，亚洲电子陶瓷联盟主席等学术职务。